# Мюнхен 1860
«Мю́нхен 1860» (нім. Turn- und Sportverein München von 1860) — німецький футбольний клуб з Мюнхена. Заснований 17 травня 1860 року.

## Історія
Клуб був створений 15 липня 1848 року, коли світ побачив «Мюнхенський клуб для занять фізкультурою», проте вже через рік його діяльність була припинена владою з формулюванням «у зв'язку з республіканськими махінаціями, які проводилися через клуб».
Повторне створення клубу відбулося 17 травня 1860 року. Футбольна команда «левів» була організована через майже 40 років, 25 квітня 1899 року, а свій перший футбольний матч вона провела 27 липня 1902 року. Як не дивно, основними для футбольного відділення клубу стали білий та синій кольори, в той час як кольорами всього спортивного співтовариства «Мюнхен-1860» з моменту заснування були зелений та золотий.
У 1926 році клуб отримав свій стадіон «Грюнвальдер-Штадіон», який свого часу вміщував понад 40 тисяч глядачів, а зараз має лише 6 тисяч сидячих місць та використовується для матчів дублюючих та молодіжних команд «Мюнхен-1860» та «Баварії».
Континентальну популярність «Мюнхен 1860» отримав в 1960-ті роки. У 1963 році «Мюнхен-1860» став одним із засновників Бундесліги, а вже за рік вдруге у своїй історії став володарем національного Кубка (перший у 1942 році).
У 1965 році «леви» добилися свого найвищого досягнення на євроарені, вийшовши до фіналу Кубка володарів Кубків, де на «Вемблі» за присутності майже ста тисяч глядачів поступилися лондонському «Вест Гем Юнайтед».
За рік «Мюнхен-1860» домігся свого найкращого досягнення у внутрішній першості, вперше і поки востаннє у своїй історії ставши чемпіоном Німеччини. Наступного року «леви» фінішували в Бундеслізі вже другими, після чого в 1970 році залишили елітний німецький дивізіон.
До літніх Олімпійських ігор 1972 року у Мюнхені був побудований новий «Олімпійський стадіон», на який і переїхав «Мюнхен 1860».
На повернення до Бундесліги довелося чекати цілих 24 роки. За цей час команда навіть встигла пограти Оберлізі. У 1994 році одні з засновників Бундесліги повернулися до неї й затрималися цього разу на 10 років — до 2004 року. Найвищим досягненням цього періоду стало 4-е місце в сезоні 1999/2000, яке дало право команді зіграти у кваліфікації Ліги чемпіонів.
Посівши в сезоні 2003/2004 17-те місце, «леви» опустилися до Другої Бундесліги.
2005 року «Мюнхен-1860» разом з «Баварією» переїхав на свій нинішній домашній стадіон — «Альянц Арену». Арена підсвічується різними кольорами залежно від клубу, який на ній грає: для «Баварії» це червоний колір, а для «Мюнхена 1860» — синій.
У першому сезоні після вильоту до Другої Бундесліги «леви» посіли 4-е місце, але потім справи команди погіршилися і мюнхенці опускалися аж до 13 місця.
Сезон 2012/2013 мюнхенці провели доволі рівно. На початку турнірного шляху вони кілька разів підіймалися на третю сходинку. Найнижчою ж позицією впродовж сезону було дев'яте місце серед 18-ти команд. Наприкінці турнірної дистанції команда закріпилася на 6-му місці, на якому й завершила першість, здобувши наостанок дві впевнені перемоги на своєму полі з рахунком 3:0. Найкращим бомбардиром команди з показником у 12 забитих м'ячів став 31-річний форвард Бенджамін Лаут, вихованець академії клубу, який із перервами грав за першу команду «левів» із 2000 року. Окрім нього кістяк команди в попередньому сезоні склали 37-річний екс-голкіпер національної збірної Угорщини Габор Кірай, іспанський захисник Гільєрмо Вальорі, універсал Кай Бюлов, якого запрошували до всіх юнацьких збірних Німеччини, та півзахисник Моріц Стоппелькамп.

## Відомі гравці
- Єнс Єреміс
- Мартін Макс
- Томас Хесслер
- Руді Феллер
- Мартін Штранцль
- Даніел Боримиров
- Абеді Пеле
- Ернест Вілімовський
- Давор Шукер
- Ерік Мюкланд
- Відар Рісет
- Ларс Бендер
- Свен Бендер

## Досягнення
- Чемпіон Німеччини: 1966
- Володар кубка Німеччини: 1942, 1964